# Daihatsu Esse
La Daihatsu Esse è un'automobile del tipo kei car prodotta dalla casa automobilistica giapponese Daihatsu dal 2005 al 2011.

## Il contesto

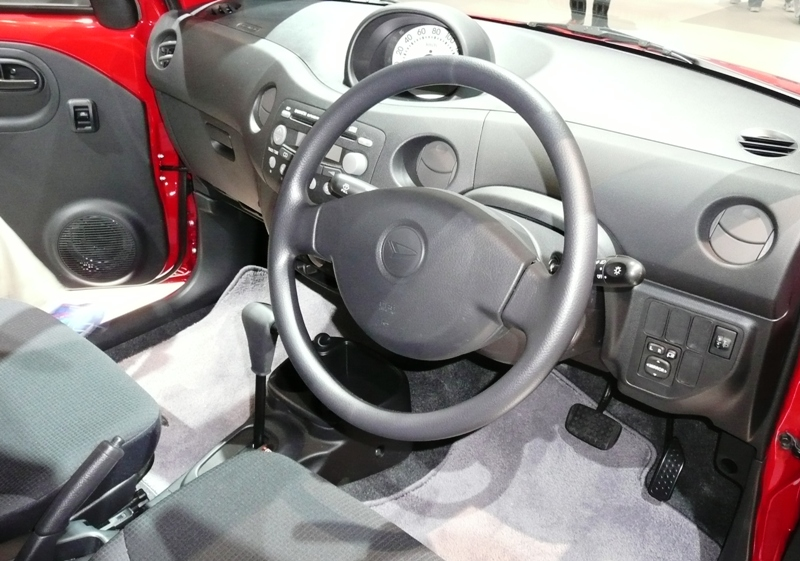
Interni

Il nome "Esse" è un acronimo delle iniziali delle parole "Eco, Smart, Simple & Easy". Presentata nel dicembre 2005, al momento del lancio era alimentata da un motore a benzina a tre cilindri KF-VE da 658 cm³. A seconda dell'allestimento, il propulsore era abbinato ad un cambio manuale a 5 marce, un cambio automatico a 3 marce o a 4 marce. 
Disponibile sia a trazione anteriore che a quattro ruote motrici, la produzione si è conclusa nel settembre 2011, venendo sostituita dalla Mira e:S.